# Frauenthal Holding
Die Frauenthal Holding AG ist ein europaweit tätiger österreichischer Mischkonzern mit Hauptsitz in Wien, der hauptsächlich Bauteile für die europäische Nutzfahrzeugindustrie herstellt. Ein weiterer Zweig ist der Großhandel mit Sanitärkeramik und Heizungen. Der Konzern entstand 1989 durch ein Management-Buy-out aus der Frauenthal Keramik GmbH, später um diverse Zukäufe erweitert und mehrfach umstrukturiert.
Die Rolle der Holding besteht in der Strukturierung und Steuerung der Konzernfinanzierung, der Vorgabe der strategischen Ausrichtung der Divisionen, der Umsetzung strategischer Projekte vor allem im Bereich von Unternehmenstransaktionen und der Personalpolitik auf Top-Ebene. Alle operativen Entscheidungen werden „vor Ort“ getroffen.

## Geschichte
Ursprünglich begann die Gruppe mit der Produktion von Porzellan in Frauental an der Lassnitz, Steiermark. Im Jahr 1921 gründete Ing. Ludwig Neumann die „Erste Österreichische Porzellanfabrik“. Später erfolgte der Verkauf an die schwedische Euroc Gruppe.
Die Gruppe diversifizierte sich im Laufe der Jahre und stieg 1985 in die Produktion von SCR-Katalysatoren ein. Im Jahr 1990 führte ein Management-Buy-Out durch das schwedische Management zur Übernahme der Frauenthal Keramik AG und zur Gründung der Ceram-Gruppe. 1991 folgte ein Börsengang an der Wiener Börse.
Eine bedeutende Entwicklung war die Fusion im Jahr 1996, bei der die Frauenthal Keramik AG-Gruppe und die Tridelta Technische Keramik GmbH-Gruppe zur Ceram Holding-Gruppe in Jena, Deutschland, verschmolzen.
Die Gruppe erwarb im Laufe der Zeit verschiedene Unternehmen, darunter Imatra Steel (ein finnisches Federnwerk) im Jahr 2003 und die Linnemann-Schnetzer-Gruppe (Spezialisiert auf Druckluftbehälter) im Jahr 2004. In den folgenden Jahren verzeichnete die Frauenthal-Gruppe weitere Entwicklungen, darunter den Verkauf von Geschäftsbereichen, den Erwerb neuer Unternehmen und die Platzierung von Unternehmensanleihen. Ein bedeutender Meilenstein war der Aufbau der Marke „Elektromaterial.at,“ die den gesamten Bereich der Haustechnik abdeckte. Schließlich erfolgte im Jahr 2022 der Verkauf der Business Unit Frauenthal Powertrain durch ein Management-Buy-Out.
Die Frauenthal-Gruppe hat im Laufe ihrer Geschichte eine bemerkenswerte Wandlung durchlaufen, von der Porzellanproduktion bis hin zu verschiedenen Industriezweigen und internationalen Aktivitäten.

## Holding
Unter dem Dach der an der Wiener Börse notierten Holding werden 10 Produktionsstandorte in sieben Ländern Europas geführt. Im Konzern sind rund 2.800 Mitarbeiter beschäftigt. Im Geschäftsjahr 2014 erwirtschaftete das Unternehmen einen Umsatz in Höhe von 637 Mio. Euro. Hauptaktionär der Holding ist über mehrere Zwischengesellschaften die ebenfalls in Wien ansässige Ventana Beteiligungsgesellschaft m.b.H. Zur Beteiligungsgesellschaft Ventana gehören unter anderem auch die Immobilien der ehemaligen Webmaschinenfabrik Schönherr in Chemnitz (gegründet von Louis Schönherr) und die französische Gruppe Ventana Aerospace (zivile und militärische Luft- und Raumfahrtindustrie).

## Beteiligungen
Die Beteiligungen der Frauenthal Holding gliedern sich – vereinfacht dargestellt – in folgende operativ selbstständige Geschäftsbereiche:
- Automotive Components (Zulieferer der Automobilindustrie): Die Produktionsstätten des Geschäftsbereichs Automotive Components befinden sich in Österreich, Deutschland, Frankreich, Slowenien, Ungarn, Portugal und Rumänien. Der Geschäftsbereich unterteilte sich in mehrere Untergruppen. Mit dem 1. Juli 2012 verschmolzen die unten aufgeführten Marken zu „Frauenthal Automotive“.
  - Styria: führender europäischer Hersteller von Blattfedern und Stabilisatoren für schwere Lkw und Anhänger; rund 1500 Mitarbeiter.
  - Linnemann-Schnetzer (L+S): europäischer Marktführer bei Stahl- und Aluminiumdruckbehältern für Lkw-Bremssysteme (Druckluftbremsen).
  - Pol-Necks, Polen: größter europäischer Hersteller für Briden (u-förmige Befestigungen zur Fixierung von Blattfedern auf Lkw-Achsen)
- SHT Haustechnik AG (zuvor: Pinguin Haustechnik AG): Großhändler für Sanitär-, Installations- und Heizungstechnik. Diesen Geschäftsbereich erwarb die Frauenthal Holding 2005. Die SHT Haustechnik ist Marktführer in Ostösterreich und führt neben Markenartikeln die Eigenmarken Prisma und SaniMeister. 2006 erzielte die SHT Haustechnik AG mit 650 Mitarbeitern einen Umsatz rund 200 Millionen Euro. Der Bereich wurde 2007 erweitert durch die Übernahme des Heizungsgroßhändlers Röhrich Heizung und Industriebedarf Gesellschaft m.b.H (Salzburg) unter Umbenennung in SHT Röhrich.